# 王建军 (1968年)
王建军（1968年3月—），四川阆中人，汉族，中国共产党党员。中华人民共和国政治人物、第十三届全国人民代表大会广东省代表。曾任中國證券監督管理委員會副主席。

## 生平
2018年，王建军被选为广东省出席第十三届全国人民代表大会代表。
2016年4月，出任深圳證券交易所黨委副書記、總經理。2020年2月，任深交所黨委書記，同年3月任深交所理事長。2021年10月25日，升任為中國證券監督管理委員會副主席。
2025年4月30日，因涉嫌严重违纪违法，接受中央纪委国家监委纪律审查和监察调查。5月21日，被免去中国证券监督管理委员会副主席职务。